# Marokkó hívójelkörzetei
Marokkó jelenleg (2024) területi alapon nincs felosztva hívójelkörzetekre.
A Marokkó számára az ITU a 5[C..D], CN hívójelprefixet határozta meg.
| Prefix  | Körzet     | Hely/jelleg                                      | ITU zóna | CQ zóna | 1 szintű QTH lokátor |
| ------- | ---------- | ------------------------------------------------ | -------- | ------- | -------------------- |
| 5[C..D] | [0..9]     | Marokkó                                          | 37       | 33      | IM, IL               |
| CN      | [1...7, 9] | Marokkó                                          | 37       | 33      | IM, IL               |
| CN      | 0          | Ideiglenes hívójelhez külföldi látogatók részére | 37       | 33      | IM, IL               |
| CN      | 8          | Hívójelhez Marokkói rádióamatőrök részére        | 37       | 33      | IM, IL               |

## Lajstromjel
Vízi és légi járművek lajstromjelezéséhez a CN prefixet használják.